# 九州労働金庫
九州労働金庫（きゅうしゅうろうどうきんこ、略称：九州労金（きゅうしゅうろうきん）、英語：Kyushu Labour Bank）は、福岡県福岡市中央区に本店を置く労働金庫である。

## 概要
2001年（平成13年）10月1日に、沖縄県を除く九州地方の7つの労働金庫（福岡県労金・佐賀県労金・長崎県労金・熊本県労金・大分県労金・宮崎県労金・鹿児島県労金）を統合・合併して設立された。存続労金は福岡県労働金庫であった。
営業エリアは、福岡県・佐賀県・長崎県・熊本県・大分県・宮崎県・鹿児島県。沖縄県は沖縄県労働金庫の管轄である。

## 沿革
- 1952年（昭和27年）
  - 5月 - 大分県労働金庫が業務を開始。
  - 8月 - 福岡県労働金庫が業務を開始。
- 1953年（昭和28年）
  - 6月 - 佐賀県労働金庫が業務を開始。
  - 10月 - 長崎県労働金庫が業務を開始。
- 1954年（昭和29年）
  - 5月 - 熊本県労働金庫が業務を開始。
  - 6月 - 宮崎県労働金庫が業務を開始。
  - 9月 - 鹿児島県労働金庫が業務を開始。
- 2001年（平成13年）10月1日 - 九州内7の労働金庫が合併し、九州労働金庫が発足。
- 2008年（平成20年）4月 - インターネット九州支店を開設。

## ATM・提携金融機関
- コンビニATMでは、セブン銀行（セブン-イレブンなどに設置）やイオン銀行（イオングループなどに設置）で、当金庫のキャッシュカードが利用できる。
  - セブン銀行では、全日の7時から23時まで利用可能。出金手数料は19時までは無料、23時までは108円。入金は全時間帯で無料。
  - イオン銀行では、出金のみ全日の8時から23時（土休日は21時）まで利用可能。手数料は無料。また、同銀行のキャッシュカードを当金庫で全時間帯利用できる（出金のみ）。手数料は無料。

## ギャラリー

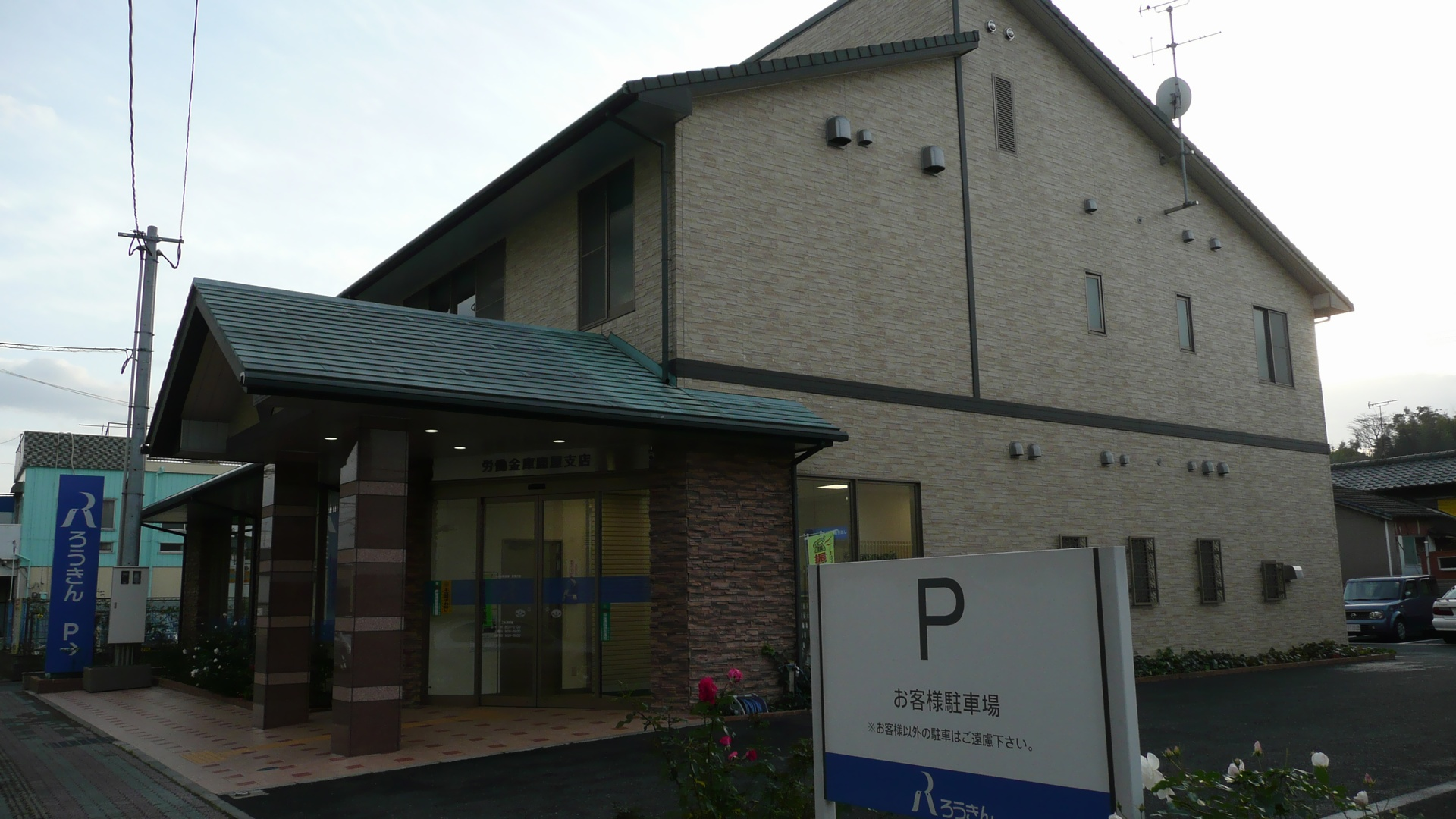
鹿屋支店